# Gwiazdor (film)
Gwiazdor – polski film dokumentalny w reżyserii Sylwestra Latkowskiego. Premiera filmu odbyła się 27 września 2002.
Zdjęcia do produkcji trwały 5 miesięcy, podczas których zrealizowano prawie 70 godzin materiału zdjęciowego.
Film opowiada o życiu i karierze Michała Wiśniewskiego, lidera i wokalisty zespołu Ich Troje. W dokumencie wystąpili ponadto m.in. Magda Femme, Justyna Majkowska, Jacek Łągwa oraz Marta Wiśniewska.
W filmie wykorzystano utwory zespołu Ich Troje, w tym: „Jeanny”, „Mam dość”, „Tango straconych”, „Ci wielcy”, „Lecz to nie to”, „Zawsze z Tobą chciałbym być...”, „Spóźnieni kochankowie”, „A Wszystko To...”, „Nieśmiertelny” oraz „Kochać kobiety”.
Film w formacie VHS ukazał się 13 stycznia 2003, z kolei na płycie DVD obraz ukazał się 15 kwietnia 2003.